# Wolseley 24/80
La Wolseley 24/80 è un'autovettura prodotta dalla casa automobilistica Wolseley dal 1962 e al 1965 per il mercato australiano.

## Contesto
Il modello era molto simile all'Austin Freeway. Le due vetture avevano però un frontale differente. La difformità citata fu predisposta per due motivi: differenziare i due modelli e tentare di attrarre i clienti della concorrenza. Ciò rispecchiava la tendenza della BMC a far abbondante uso di Badge engineering per le vetture da essa prodotte negli anni cinquanta e sessanta.
La 24/80 era basata sulla Wolseley 15/60, che era venduta nel Regno Unito. La 15/60 aveva però installato un motore a quattro cilindri, mentre la 24/80 possedeva un propulsore sei cilindri in linea da 2.433 cm³ di cilindrata e 80 CV di potenza, che era basato su un analogo propulsore della Wolseley da 1.622 cm³. Il cambio utilizzato sulla 24/80 era a tre rapporti con le due marce più alte sicronizzate, e con la leva posizionata sul piantone dello sterzo. Questa trasmissione derivava da quella installata sulla Nash Metropolitan. Originariamente, la 24/80 era disponibile con cambio manuale. Più tardi fu aggiunto agli optional un cambio automatico Borg-Warner 35 a tre rapporti. Il radiatore era posizionato appena dietro la calandra.
Presentata nell'aprile del 1962, la 24/80 era esternamente identica alla 15/60, eccetto che per il passo, che era leggermente più lungo. La 24/80 venne offerta con un solo tipo di carrozzeria, berlina a quattro porte. Gli interni erano i medesimi di quelli installati sulla 15/60.
Nell'ottobre del 1964 fu presentata la seconda serie del modello, la 24/80 Mark II. Essa era identica alla Wolseley 16/60, che era commercializzata nel Regno Unito. La potenza del motore crebbe a 84 CV e gli interni vennero rivisti. Questi ultimi vennero realizzati in vinile, che sostituì la pelle della serie precedente. La produzione della Mark II terminò nell'ottobre del 1965, ma le vendite continuarono, fino ad esaurimento scorte, fino al tardo 1966. La 24/80 è stata l'ultima Wolseley venduta in Australia.